# Hebeloma laterinum
Hebeloma laterinum là một loài nấm ở Hymenogastraceae.

## Hình ảnh

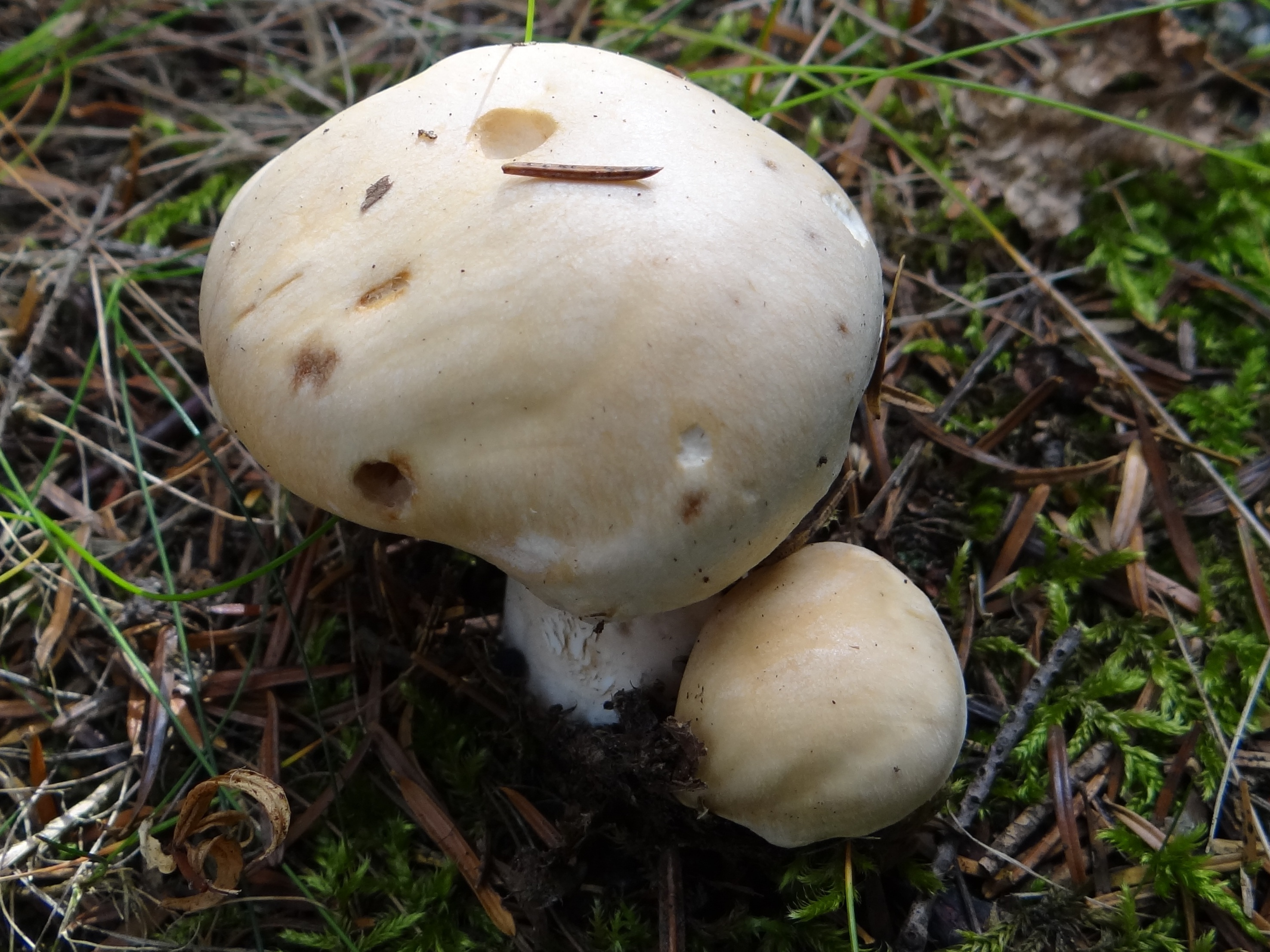
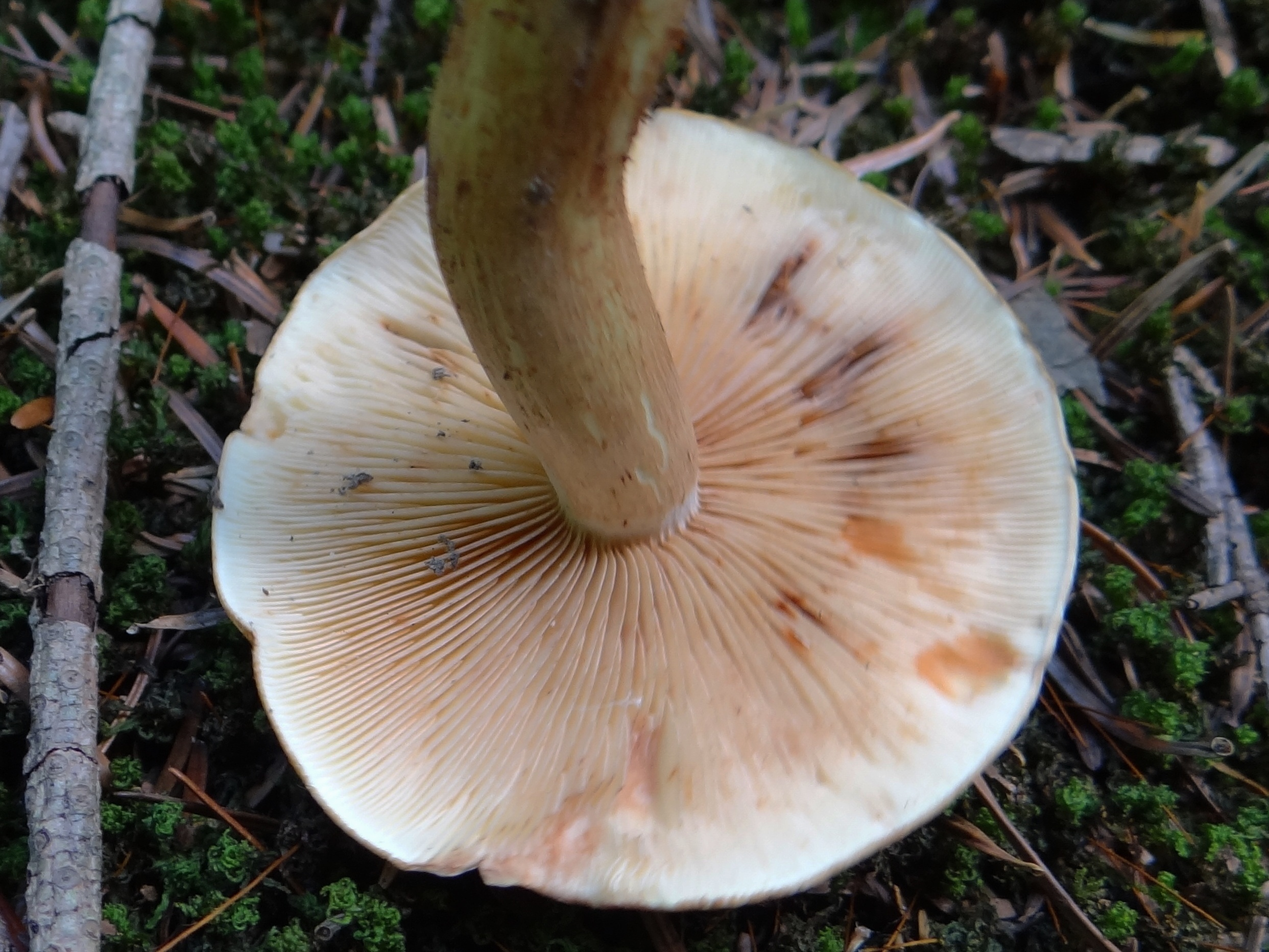
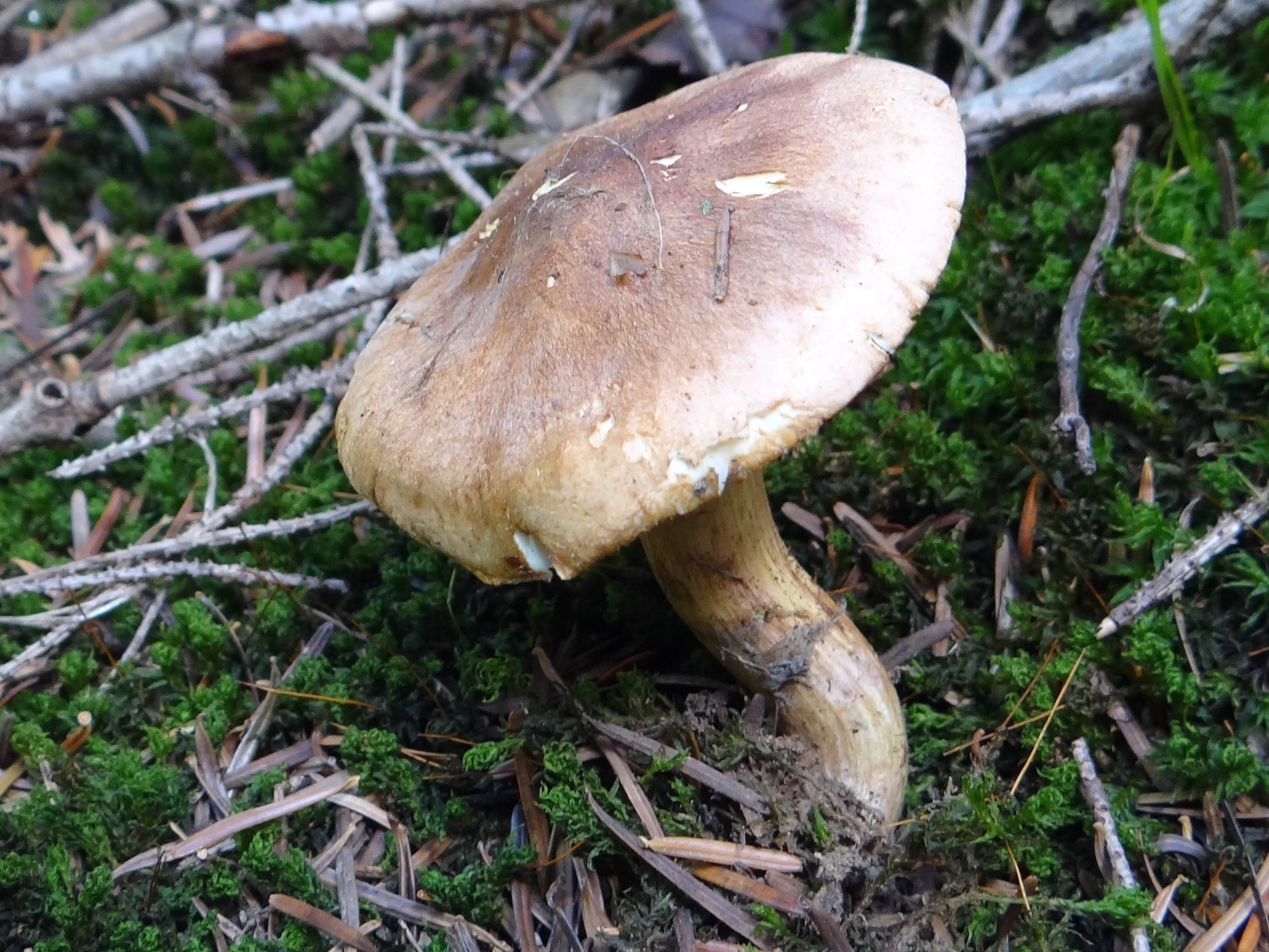